# 1931年のスポーツ

## できごと
- 5月9日 - 神宮球場の拡張工事完成、58,000人収容可能な巨大スタジアムとなる。
- 11月23日 - 女子テニスのヘレン・ウィルス・ムーディが来日し、早稲田大学のテニスコートで日本庭球協会主催の歓迎試合を行う。

## 総合競技大会
- 第3回国際ろう者競技大会（ドイツ・ニュルンベルク・8月19日～23日）
- 第6回明治神宮体育大会（夏季 - 10月2日～4日、秋季 - 10月27日～11月3日）

## アメリカンフットボール
- NFL優勝:グリーンベイ・パッカーズ

## 大相撲

### できごと
- 4月29日の天皇誕生日に、宮城内で天覧相撲がおこなわれ、これを機に、土俵の直径がそれまでの13尺（3.94メートル）から15尺（4.55メートル、現在も同じ）に改められた。
- 夏場所から土俵の屋根も、入母屋造から神明造に改められた。

### 幕内総合優勝
- 春（1月8日初日、両国国技館）:東大関 玉錦三右衛門（9勝2敗）
- 3月（3月13日初日、京都市東山三条）:東大関 玉錦三右衛門（10勝1敗）
- 夏（5月14日初日、両国国技館）:東小結 武藏山武（10勝1敗）
- 10月（10月9日初日、大阪市中之島）:東前頭4枚目 綾櫻由太郎（10勝1敗）

### 優勝旗手
- 春:西関脇 天竜三郎（8勝3敗）
- 3月:西小結 武蔵山武（10勝1敗）
- 夏:西前頭3枚目 清水川元吉（10勝1敗）
- 10月:東前頭4枚目 綾櫻由太郎（10勝1敗）

## ゴルフ

### 世界4大大会（男子）
- 全米オープン優勝者：ビリー・バーク（アメリカ）
- 全英オープン優勝者：トミー・アーマー（スコットランド）
- 全米プロゴルフ優勝者：トム・クリービー（アメリカ）

## 自転車競技

### ロードレース
- 第19回ジロ・デ・イタリア
総合優勝：フランチェスコ・カミュッソ（イタリア）
- 第25回ツール・ド・フランス
総合優勝：アントナン・マーニュ（フランス）

## テニス

### グランドスラム
- 全豪選手権　男子単優勝：ジャック・クロフォード（オーストラリア）、女子単優勝：コラル・バッツワース（オーストラリア）
- 全仏選手権　男子単優勝：ジャン・ボロトラ（フランス）、女子単優勝：シリー・アウセム（ドイツ）
- ウィンブルドン　男子単優勝：シドニー・ウッド（アメリカ）、女子単優勝：シリー・アウセム（ドイツ）
- 全米選手権　男子単優勝：エルスワース・バインズ（アメリカ）、女子単優勝：ヘレン・ウィルス・ムーディ（アメリカ）

### 日本
- 1月24日 - 全日本学生庭球連盟結成。

## 野球

### 日本

#### 大学野球

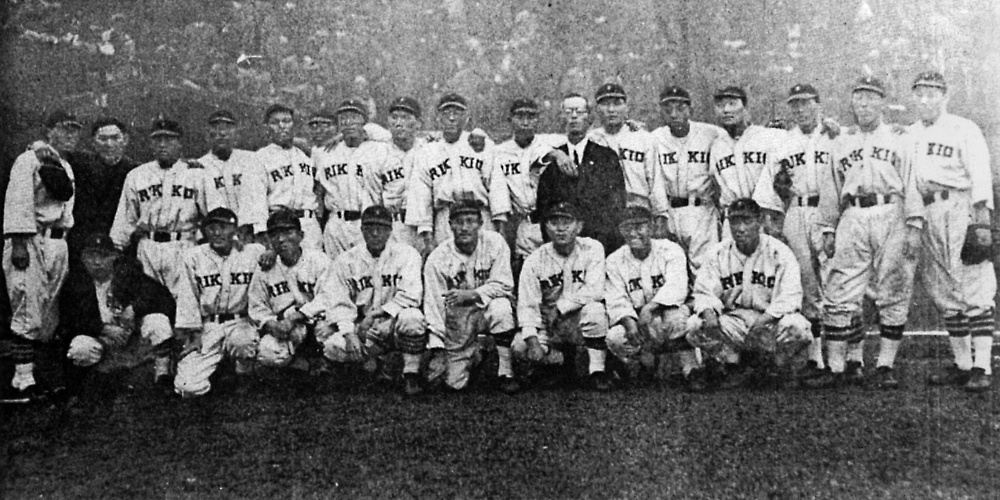
立教大学野球部

##### 東京六大学野球
- 春 - 法大野球部は米国遠征のため不参加。慶大が5勝2敗で優勝。

八十川ボーク事件で明大出場辞退。
- 秋 - 立大が8勝3敗で初優勝。

##### その他
- 春に五大学野球連盟、秋に関西六大学野球連盟結成

#### 高専野球
- 第8回全国高等専門学校野球大会決勝（阪神甲子園球場・7月28日）
  - 優勝：名古屋高商　準優勝：立命館予科

#### 中等野球
- 第8回選抜中等学校野球大会決勝（阪神甲子園球場・4月8日）
広島商業（広島県） 2-0 中京商業（愛知県）
- 第17回全国中等学校優勝野球大会決勝（阪神甲子園球場・8月21日）
中京商業（愛知県） 4-0 嘉義農林（台湾）

### アメリカ大リーグ
- ワールドシリーズ
セントルイス・カージナルス（ナ・リーグ） （4勝3敗） フィラデルフィア・アスレチックス（ア・リーグ）

## 誕生
- 1月6日 - 矢野祐弘（愛媛県、野球、+1993年）
- 2月1日 - マデレーネ・ベルトート（スイス、アルペンスキー）
- 5月3日 - 本多逸郎（愛知県、野球、+2005年）
- 5月6日 - ウィリー・メイズ（アメリカ、野球）
- 5月20日 - 猪谷千春（北海道、アルペンスキー）
- 6月20日 - 岡田功（兵庫県、野球）
- 7月11日 - ザ・デストロイヤー（アメリカ、プロレス）
- 7月12日 - 木内幸男（茨城県、野球）
- 7月23日 - ジョー・スタンカ（アメリカ、野球）
- 7月26日 - 小野喬（秋田県、体操）
- 8月7日 - 藤田元司（愛媛県、野球、+2006年）
- 8月9日 - マリオ・ザガロ（ブラジル、サッカー）
- 8月10日 - 佐藤孝夫（宮城県、野球、+2005年）
- 8月19日 - ウィリー・シューメーカー（アメリカ、競馬、+2003年）
- 8月28日 - 岡野俊一郎（東京都、サッカー）
- 10月13日 - レイモン・コパ（フランス、サッカー）
- 10月13日 - エディ・マシューズ（アメリカ、野球、+2001年）
- 10月19日 - 宮城淳（東京都、テニス）
- 10月20日 - ミッキー・マントル（アメリカ、野球、+1995年）
- 10月23日 - ジム・バニング（アメリカ、野球）
- 12月6日 - 久保田正躬（大阪府、体操）

## 死去
- 1月27日 - 西ノ海嘉治郎 (2代)（鹿児島県、相撲、*1880年）
- 3月16日 - アルフレッド・スバーン（スウェーデン、射撃、*1879年）
- 7月20日 - ハーバート・バデリー（イギリス、テニス、*1872年）
- 8月2日 - 人見絹枝（岡山県、陸上競技、*1907年）
- 10月26日 - チャールズ・コミスキー（アメリカ、野球、*1859年）